# Campagnano di Roma
Campagnano di Roma è un comune italiano di 10 966 abitanti della città metropolitana di Roma Capitale nel Lazio, situato a circa 33 chilometri a nord da Roma.

## Geografia fisica

### Territorio
Posto sulle pendici del monte Razzano, a circa 270 m s.l.m., il paese sorge su un'altura di roccia tufacea, circondata da fossi naturali, sui colli che formano le pendici della Valle di Baccano, antico lago vulcanico poi prosciugato. Il territorio è costituito da altopiani in tufo utilizzati a coltivazioni agricole, da valloni scavati da fossi e da pendici ricoperte da boschi allo stato naturale, tutti elementi caratteristici della struttura geomorfologica dell'Etruria meridionale. Il territorio comprende inoltre la costa orientale del lago di Martignano e parte del Parco regionale di Veio.

#### Flora e fauna
Per la flora si trovano specie rare, segnalate dalla commissione straordinaria istituita dalla Regione Lazio per lo studio dei biotopi da proteggere nel Lazio: Gymnogramme leptophyila, Carex remota, Phyllitis scolopendrium e Cardamine amara.
Per la fauna, ospita tra i mammiferi numerosi mustelidi: faina (Martes foina), martora (Martes martes), donnola (Mustela nivalis) e tasso (Meles meles); diffusi sono la volpe (Vulpes vulpes), il cinghiale (Sus scrofa) e il riccio (Erinaceus europaeus), mentre più raro risulta l'istrice (Hystrix cristata).
La zona presenta inoltre una fauna avicola molto varia i cui esponenti più notevoli sono i rapaci: il nibbio bruno (Milvus migrans), la poiana (Buteo buteo), osservabile per lo più in zone aperte, lo sparviero (Accipiter nisus), in zone di bosco, l'albanella minore (Circus pygargus), che nidififca nelle zone erbose e coltivate; molto comune infine è il gheppio (Falco tinnunculus). Tra gli strigiformi presenti la civetta (Athene noctua), il barbagianni (Tyto alba), il gufo comune (Asio otus), l'assiolo (Otus scops) e l'allocco (Strix aluco).

### Clima
Classificazione climatica: zona D, 1769 GR/G

## Storia
L'insediamento più antico accertato, risalente all'età del bronzo, intorno al 1500 a.C. compare a ovest di Monte Razzano, nei pressi della valle di Baccano e del lago di Martignano.
Nell'antichità, opere intense di disboscamento sembrano essere avvenute soltanto a partire dal VI secolo a.C. All'VIII secolo a.C. vengono datati un piccolo insediamento a Mola dei Monti, già occupato nell'Età del Bronzo, ed una necropoli di un centinaio di tombe in località Costa del Follettino; inoltre nel 1985, durante i lavori agricoli, è stata individuata una tomba isolata nella zona compresa tra Monte dell'Impiccato e Poggio del Mello; la datazione dall'VIII secolo a.C. è determinata in base al corredo contenente pochissima ceramica e molti oggetti di bronzo. Nel VII secolo a.C. si assiste al tentativo di ricolonizzare le alture di Monte Sant'Angelo, situato fra la valle di Baccano e il lago di Martignano. Tutte le tombe di questo periodo somigliano molto più a quelle dei territori falisco e capenate, che a quelle del territorio veiente, poiché, gravitando nell'orbita veiente, l'area in esame subisce l'influenza di quella cultura formatasi tra la Sabina, i Monti Cimini e il Tevere.
Agli Etruschi si deve la tagliata (una gola artificiale) del VII secolo a.C. che collega la valle di Baccano con il lago di Martignano.

### L'età romana
Successivamente alla sconfitta della città etrusca di Veio, il territorio di Campagnano fu teatro di scontri tra Etruschi e Romani. Con l'inizio del III secolo a.C. iniziò il ripopolamento dell'area, che, dopo la presa di Falerii nel 241 a.C., entrò a far parte del dominio romano. Sulla sommità del monte Razzano viene eretto un tempietto dedicato a Bacco, da cui ha origine il toponimo di ad Baccanas dato alla Valle di Baccano. Nel I secolo a.C. in Monte Sant'Angelo nacque un insediamento che sopravvive fino al II secolo d.C.
L'età imperiale vede un periodo di intenso aumento demografico e dell'abitato, parallelamente al rinnovato interesse per l'Etruria settentrionale e per la via Cassia. Nella valle di Baccano, a ridosso della strada romana sorse la Mansio ad Vacanas, ovvero una stazione di posta, per il ristoro dei viaggiatori ed il cambio dei cavalli. Costruita nel I secolo d.C. su strutture di epoca repubblicana, la mansio era composta da un'area adibita al riposo del viaggiatore (impianti termali e botteghe), un'area adibita alla cura dei cavalli (stalle e rimesse), un'area adibita alle attività pubbliche (caserma dei soldati, piazza del mercato, portico con fontana). Gli scavi qui condotti hanno confermato il percorso della strada, segnalato negli antichi itinerari.
Durante la crisi del III secolo iniziò il fenomeno del lento abbandono delle campagne intorno a Roma. La "Villa dei Severi", al km 26 della via Cassia, è stata interpretata come quella di proprietà dell'imperatore Caracalla, dove nel III secolo sarebbe avvenuto il martirio di sant'Alessandro, vescovo di Baccano. Allo stesso periodo si riferiscono i resti di due cimiteri cristiani presso Baccano, in uno dei quali sarebbe stato sepolto il santo.
Tra VIII e IX secolo dai fondi romani ormai disabitati nascono le Domuscultae, zone destinate all'agricoltura a coltura mista, amministrate dal Papa che nell'VIII secolo inizia a governare economicamente il territorio. Le Domuscultae nacquero con lo scopo di ricolonizzare la campagna romana disabitata e allo stesso tempo difenderla e amministrarla. Abbiamo nel 1076 le prime documentazioni scritte dell'esistenza di Campagnano, all'epoca dello smembramento della Domusculta Capracorum. Con la caduta della Domusculta ebbe inizio la fase di incastellamento di Campagnano: gli abitanti dei borghi sparsi nel territorio limitrofo si trasferirono in luoghi di difesa e iniziarono a fortificare la rocca tufacea dell'attuale borgo di Campagnano.

### Medioevo e Rinascimento

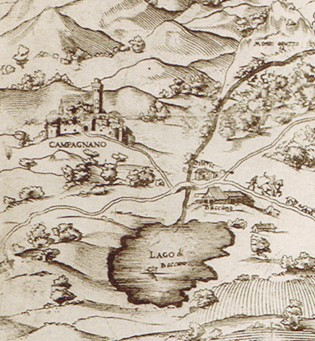
Il borgo di Campagnano in una mappa del 1547

Alla caduta dell'impero il territorio di Campagnano era occupato soltanto da sparsi nuclei abitati, il più rilevante dei quali era il vicus Baccanensis.
Le continue pressioni di Ostrogoti, Visigoti, Longobardi, Franchi e Saraceni provocarono l'abbandono delle zone rurali: i contadini si rifugiarono nella città, lasciando le piccole proprietà, che vennero accorpate ai grandi possedimenti.
Nel Medioevo presso la Valle di Baccano, transitava la Via Francigena o Romea, di cui la Mansio ad Vacanas costituiva luogo di sosta. In particolare, nell'Itinerario di Sigerico, con il nome di Bacane essa costituiva la III Subambsio in uscita da Roma.
A Baccano nell'XI secolo è attestata la presenza di un borgo, detto di Sant'Alessandro, sotto la giurisdizione della Camera apostolica.
Nel 1270 è testimoniato lo statuto di Campagnano fra il popolo e il cardinale Riccardo Annibaldi, e fu uno dei primi statuti della Campagna Romana.
Nel 1410 il senato di Roma vende la città di Campagnano a Gentile Orsini.
Con gli Orsini inizia il periodo d'oro di Campagnano, che subisce grandi trasformazioni urbanistiche. Diventa nel XV secolo meta di soggiorni di papi, cardinali, nobili di alto rango con i seguiti delle loro corti, per godere dei benefici della campagna mentre a Roma infuriava la peste nera.
Gli Orsini fecero costruire, all'incirca nella prima metà del XV secolo, un castello che ebbe notevole importanza militare, strategica e architettonica nell'alto Lazio rinascimentale, che venne in parte demolito nel XVIII secolo.
Artisti come Francesco di Giorgio Martini, Giacomo Del Duca (allievo di Michelangelo Buonarroti) e Francesco de Gnocchis parteciparono a realizzare questo periodo glorioso della famiglia Orsini e di Campagnano.
Nel 1558 Campagnano e altri castelli, vengono annessi al ducato di Bracciano.

### Età moderna e unità d'Italia
Nel 1662 papa Alessandro VII autorizza Flavio Orsini per la vendita della città a Flavio Chigi, suo nipote.
Dal XVII al XIX secolo con il governo della famiglia Chigi, sotto il controllo del papato, Campagnano vede un periodo di grandi trasformazioni. Vengono tracciate nuove strade, modificato l'assetto urbano con la costruzione di nuovi edifici, la demolizione di alcuni edifici vecchi e il restauro di altri, ma soprattutto si attuano i lavori di bonifica dei laghi paludosi di Baccano e di Stracciacappe.
Fra il '600 e il '700 viene costruito un nuovo borgo, più a sud rispetto al borgo medievale chiamato il Borgo Paolino, oggi corrispondente a Corso Vittorio Emanuele, e viene costruita la colossale Porta Romana, oggi chiamata semplicemente "l'Arco" dai campagnanesi, che diventa ben presto un simbolo dell'intera cittadina.
L'espansione dell'abitato di Campagnano che si ha in questo periodo porta al graduale abbandono e del centro storico, che durerà fino alla fine del XIX secolo. Il borgo verrà rivalutato e restaurato solo con l'inizio del XX secolo.
Nel 1817 il comune di Campagnano riacquista la piena autonomia in tutto il suo vecchio territorio eccetto Polline Martignano, frazione che si distacca nel 1925, e Magliano, scissasi nel 1958.

### Simboli
Lo stemma è stato riconosciuto con decreto del capo del governo del 25 gennaio 1940.
Il gonfalone in uso è un drappo partito di rosso e di azzurro; qui le tre maniglie superiori della campana (anse) sono colorate di rosso, di azzurro e di rosso.

## Monumenti e luoghi d'interesse
Il passato medioevale di Campagnano ha lasciato la sua importanza nei numerosi monumenti ed edifici dell'epoca presenti nel centro storico.

### Architetture religiose

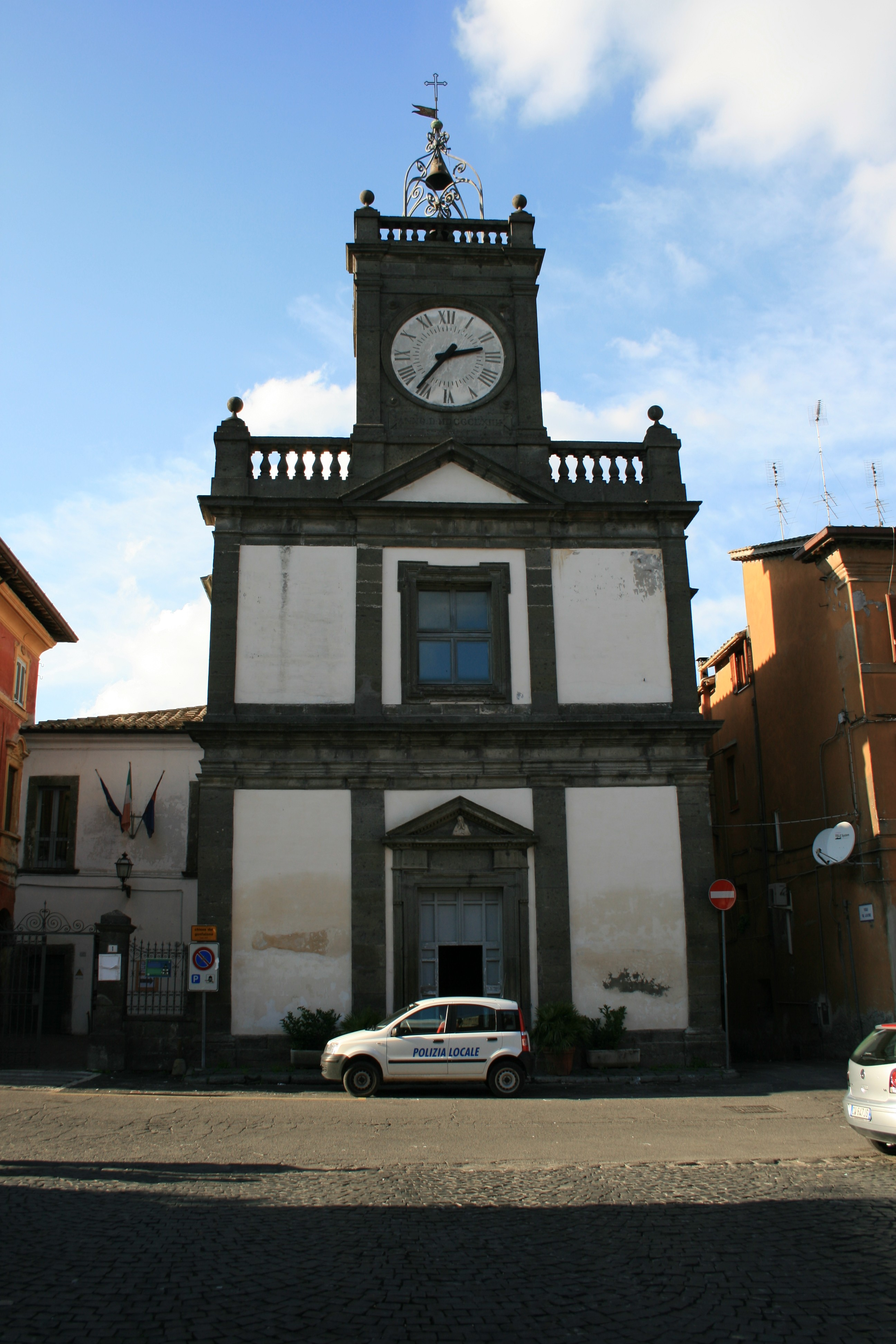
chiesa del gonfalone

- Chiesa del Gonfalone, del XVI secolo, con la sua torre dell'orologio del 1864. All'interno è una Santa Lucia attribuibile ad Antonio Viviani.
- Chiesa della Pietà, (XI secolo) che presenta un notevole affresco della pietà del 1518.
- Collegiata di San Giovanni Battista, costruita nel 1515 sui resti di una chiesa più antica, con la maestosa torre campanaria barocca del 1602. Notevoli sono il coro e il soffitto ligneo del presbiterio di Giacomo Del Duca del 1582.
- Santa Maria del Sorbo, a 6 km dal paese.

### Architetture civili
- Palazzo Venturi: si trova sulla destra, entrando in corso Vittorio Emanuele. È uno degli edifici storici più importanti dell'assetto urbano cittadino. Acquistato dal comune agli inizi degli anni 80 dello scorso secolo, è oggi sede del Museo Archeologico, dell'Archivio Storico Comunale, della Biblioteca Comunale e del Centro culturale permanente.
- Palazzo Municipale: costruito alla fine dell'Ottocento in forme neogotiche, sul luogo dove sorgevano le rovine della rocca Orsini demolita completamente nel 1882.
- Palazzo Galli.
- Fontana dei Delfini: costruita in forme barocche, è attribuita in modo incerto al Vignola. Presenta due delfini in travertino ed è sormontata da una grande campana in peperino, emblema del Comune. Fu restaurata nel 1753 per volontà di Augusto Chigi.
- Fontana Secca: dà il nome alla piazzetta su cui si affaccia e presenta gli stemmi di Campagnano e degli Orsini.
- Casa-torre medievale: nel borgo.

### Aree naturali
- Parco regionale di Veio.
- Parco naturale regionale del complesso lacuale di Bracciano - Martignano.
- Parco comunale Venturi, annesso al Palazzo Venturi. Si estende a sud-est dell'edificio e si affaccia su piazza Regina Elena. La flora del parco è di eccezionali varietà e pregio: è presente un tricentenario tasso o "albero della morte", unico esemplare in questa zona. Ai piedi della collina su cui sorge il parco, campeggia il monumento ai caduti campagnanesi della Grande Guerra.

### Siti archeologici
- Mansio ad Vacanas: in località Baccano è possibile vedere ancora oggi la Mansio ad Vacanas, di epoca romana e i maestosi resti dei Granai Chigi.

### Siti di interesse comunitario (SIC)
Ai piedi del santuario del complesso monumentale della Madonna del Sorbo, sulla congiuntura tra il Comune di Campagnano e il Comune di Formello, si estendono le Valli del Sorbo, che appartengono alla Zona A (protezione integrale) del Parco di Veio. Gli ampi spazi verdi, oggi adibiti a pascolo brado di greggi ed equini destinati al macello, ne fanno uno dei luoghi incontaminati più belli e spettacolari della provincia di Roma, tanto che la Comunità Europea ha voluto inserirlo nella lista dei siti di interesse comunitario.

### Itinerari culturali europei - Via Francigena
Dal 1994 la Comunità europea ha deciso di tutelare, mettere in sicurezza e promuovere i percorsi di pellegrinaggio che attraversano l'Europa. La Via Francigena di Sigerico attraversa 4 paesi europei e finisce il suo percorso a Roma. Campagnano ne è l'ultima tappa effettiva, trovandosi a circa un giorno di cammino dalla capitale (30 km).
Il percorso prevede due varianti: una ufficiale che entra nel Borgo medioevale a Nord-est provenendo dal Comune di Mazzano; una seconda variante che coincide in parte con la Via Amerina (nel Comune di Nepi) e dovrebbe raggiungere il centro abitato da Nord-ovest, attraverso il Comune di Nepi. Ad oggi anche la seconda variante è agibile grazie alla realizzazione di un ponte costruito nel 2020, che facilita l'attraversamento della forra della Mola Maggiorana. La Via Francigena è occasione di diversi eventi dedicati e attrattore di pellegrini (3.000/5.000 annui). Il Centro parrocchiale garantisce ospitalità a molti dei viandanti in viaggio, in un clima frugale ma accogliente.

### Giacimento di Litio (Valle di Baccano)
Negli anni '70 fu scoperto nella Valle di Baccano un vasto giacimento di Litio a quasi 2000 metri di profondità, caratterizzato da un'alta densità per ogni litro di acqua del sottosuolo in cui si trova. Visto l'accresciuto interesse per questo materiale negli ultimi anni, nel 2023 si sta concretamente prospettando l'idea di avviarne nel prossimo futuro l'estrazione.

## Società

### Evoluzione demografica
Abitanti censiti

### Etnie e minoranze straniere
Al 31 dicembre 2023 la popolazione straniera era di 1.748 persone, pari al 13,55% della popolazione.
La comunità ebraica di Campagnano
Nel periodo precedente ai decreti di espulsione della fine del XVI secolo, Campagnano fu sede di una piccola comunità ebraica.

### Tradizioni e folclore
- Il patrono della città, san Giovanni Battista Decollato, è festeggiato il 29 agosto insieme a san Celestino con concerti, spettacoli di artisti di strada, gare ippiche, manifestazioni folkloristiche e artistiche, spettacoli pirotecnici.
- La "Festa del Baccanale" si svolge la prima domenica di maggio con degustazione di prodotti tipici (carciofata alla brace di vite, salsicce, formaggi e vino) e con lo svolgimento della corsa dei somari, alla quale partecipano le otto contrade di campagnano: Borgo Paolino - Ciuetta, Angeli Stelli - Spinosa, Fontana Latrona - Bubbola, I Monti - Sartapicchio, Prataccio - Falcostoro, Zorbo - Tascio, Poggio dell'Ellera - Saiettone, La Valle - Stornavanti.
- 17 gennaio, festa di Sant'Antonio abate: benedizione degli animali, giochi popolari tra le contrade campagnanesi, "scocciapilacce".
- Carnevale: sfilate dei carri e "Morte di Carnevale".
- Ultimo sabato di maggio, Castello '85: festa del centro storico, stand gastronomici e ballo in piazza.

## Cultura

### Istruzione

#### Biblioteche
- Biblioteca Comunale
- Archivio Storico Comunale

#### Musei
- Museo Archeologico del Pellegrino, inaugurato a maggio del 2022

#### Centri di Aggregazione
- Centro Giovanile ex mattatoio

## Media

### Cinema
- Il comune di Campagnano è stato utilizzato per set cinematografici e televisivi, tra i quali Un medico in famiglia, Distretto di Polizia, Lui e lei, Incantesimo, Don Matteo, Delitto in Formula Uno. I luoghi più utilizzati per le riprese sono piazza Cesare Leonelli e il Cimitero dei Cappuccini.[16]
- Il film Il caso Moro del 1986 fu girato parzialmente a Campagnano, nella scena dove le forze dell'ordine cercano l'onorevole Aldo Moro nel paese di Gradoli. In Queste scene si vedono Porta Romana, piazza Cesare Leonelli, Palazzo Galli, la fontana dei Delfini, la chiesa del Gonfalone, la basilica di San Giovanni Battista, piazza Fontana Secca e corso Vittorio Emanuele.
- Il film Delitto in Formula Uno del 1984 fu girato parzialmente a Campagnano: nella scena dell'inseguimento finale, le automobili escono dall'Autodromo di Vallelunga per ritrovarsi in piazza Cesare Leonelli.

### Eventi
Ogni ultima domenica del mese, fin dal 1990, nelle piazze e per le vie del centro storico prende vita uno dei più importanti mercati dell'artigianato e dell'antiquariato del centro Italia: "Le Bancarelle di Campagnano", con oltre 280 espositori.
Inoltre annualmente, presso l'autodromo di Vallelunga, si tiene un importante mercato d'antiquariato con più di 1000 espositori.
Dal 2001 si svolge con successo crescente il Funny Festival, una manifestazione canora per cantanti esordienti, che desta ogni anno maggiore attenzione da parte delle case discografiche e che offre, oltre la musica, manifestazioni d'arte e di spettacolo.
Dal 2008 presso l'Istituto Comprensivo si svolge il Concorso Musicale Nazionale Città di Campagnano, rivolto agli alunni della scuola primaria, secondaria di primo e secondo grado e Liceo Musicale. Il Concorso contribuisce alla diffusione della cultura musicale, offrendo a tutti gli alunni un'importante possibilità di crescita attraverso il confronto con altre realtà scolastiche Nazionali.

## Economia
L'economia di Campagnano è basata sull'edilizia, l'artigianato, l'agricoltura, il settore terziario e il commercio. Importante è il turismo giornaliero, domenicale e quello legato alla Via Francigena ed al turismo lento in generale. Infatti, dal 2020 il paese ospita due importanti Bike Park. A Campagnano di Roma trova sede l’Autodromo di Vallelunga e, dal 2023, anche un importante Polo Logistico generale includente un polo di Amazon.

## Infrastrutture e trasporti

### Strade
La cittadina è raggiungibile da Roma tramite la Strada Regionale-Statale n. 2/bis Via Cassia Veientana dal G.R.A. fino al Bivio Cesano-Le Rughe e poi con la Strada Regionale-Statale n. 2 Via Cassia.

## Amministrazione
| Periodo        | Periodo        | Primo cittadino            | Partito                         | Carica  | Note          |
| -------------- | -------------- | -------------------------- | ------------------------------- | ------- | ------------- |
| 23 aprile 1995 | 1997           | Renato Giovanni Bentivegna | Lista civica di centro-sinistra | Sindaco | [ 17 ]        |
| 27 aprile 1997 | 12 maggio 2001 | Giuseppe Magistri          | Lista civica di centro-sinistra | Sindaco | [ 18 ]        |
| 13 maggio 2001 | 27 maggio 2006 | Filippo De Mattia          | Lista civica di centro-destra   | Sindaco | [ 19 ]        |
| 28 maggio 2006 | 4 giugno 2016  | Francesco Mazzei           | Lista civica                    | Sindaco | [ 20 ] [ 21 ] |
| 5 giugno 2016  | 3 ottobre 2021 | Fulvio Fiorelli            | Lista civica                    | Sindaco |               |
| 4 ottobre 2021 | in carica      | Alessio Nisi               | Lista civica Cambiare Davvero   | Sindaco |               |

### Altre informazioni amministrative
- Dal 2013 ha aderito alla Conferenza dei sindaci dell'area Tiberina/Flaminia/Cassia.
- Dal 2015 fa parte del Consorzio intercomunale dei servizi e interventi sociali Valle del Tevere[22] insieme ad altri 16 comuni ricandenti nel distretto socio-sanitario 4 della ASL Roma 4.

## Sport
In frazione Vallelunga è presente l'omonimo circuito motoristico. Inaugurato nel 1951, è stato teatro nella sua storia di gare automobilistiche e motociclistiche di varie categorie ed è intitolato dal 2006 al pilota italiano Piero Taruffi, che ne progettò il tracciato. Ad oggi il tracciato ospita la Formula 4 Italia, i campionati GT italiani (per le macchine), mentre, il tracciato di Campagnano ospita il CIV (campionato italiano velocità).

### Calcio
Tra gli altri sport, figurano nel calcio il Real Campagnano, militante in Prima categoria

### Hockey su prato
- A.S.D. Hockey Campagnano che nel 2019-20 milita nel campionato maschile di serie B.[23]

## Galleria d'immagini

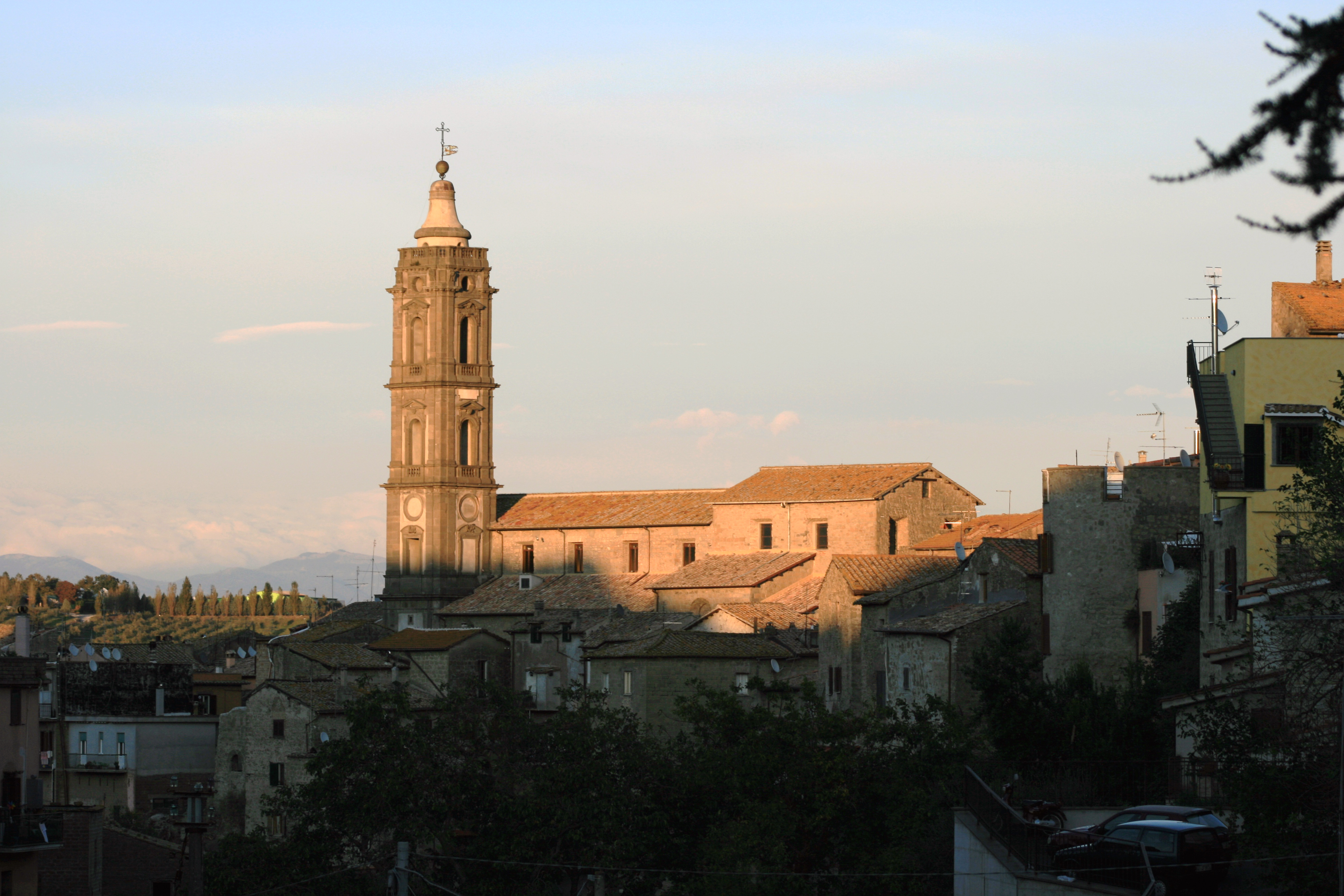
Veduta della Collegiata di San Giovanni Battista
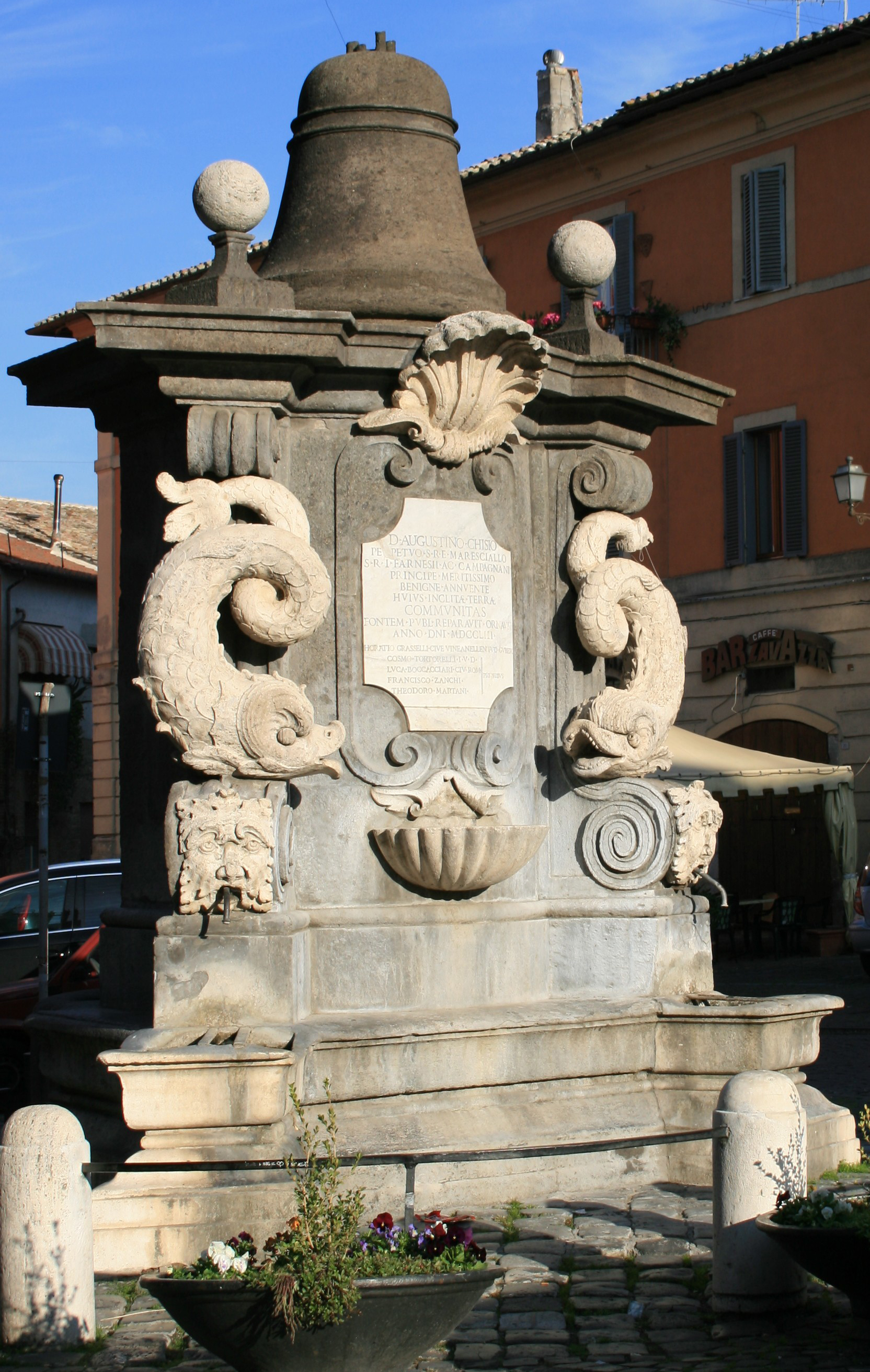
Fontana dei Delfini
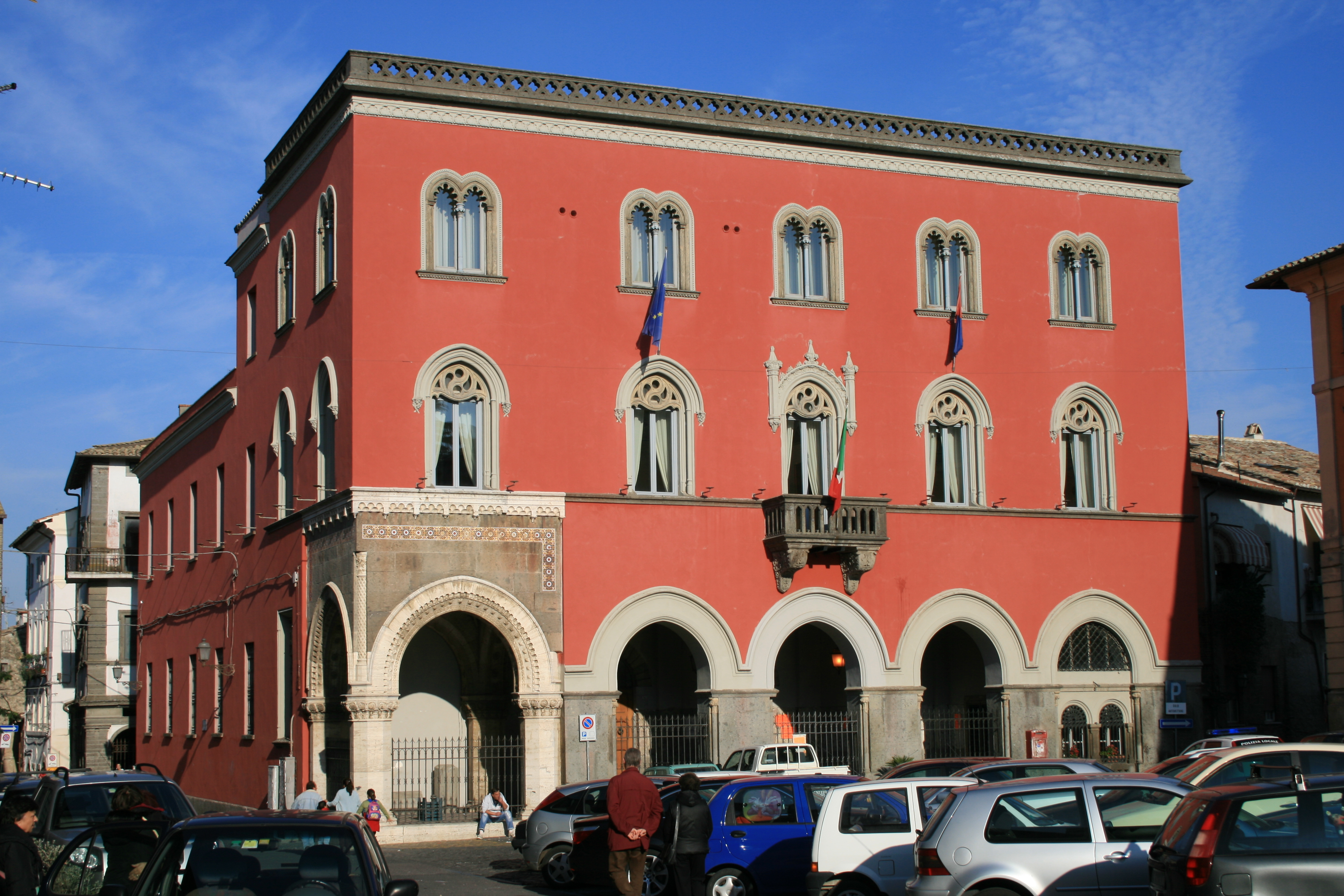
Palazzo del Municipio
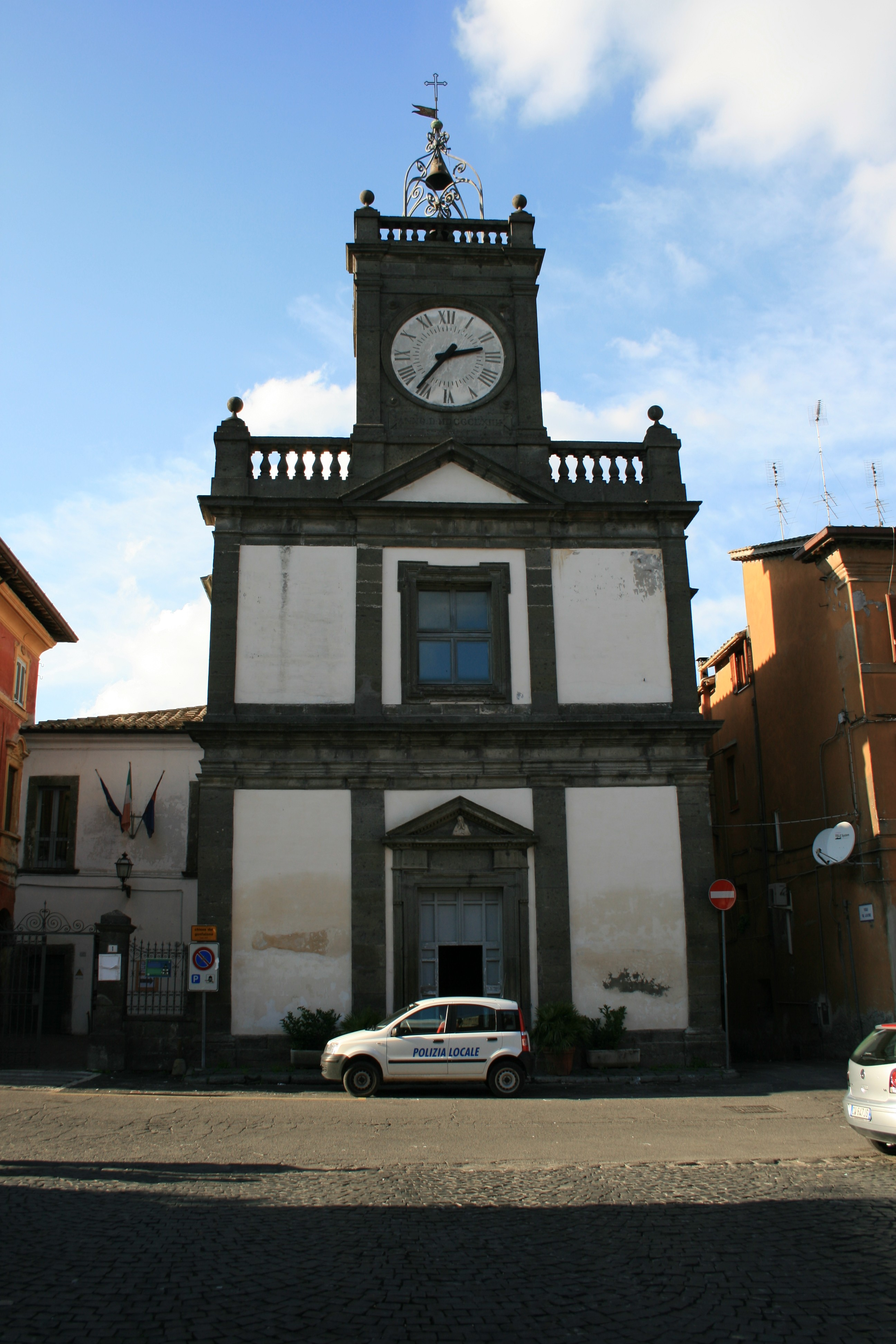
Chiesa del Gonfalone con torre dell'orologio
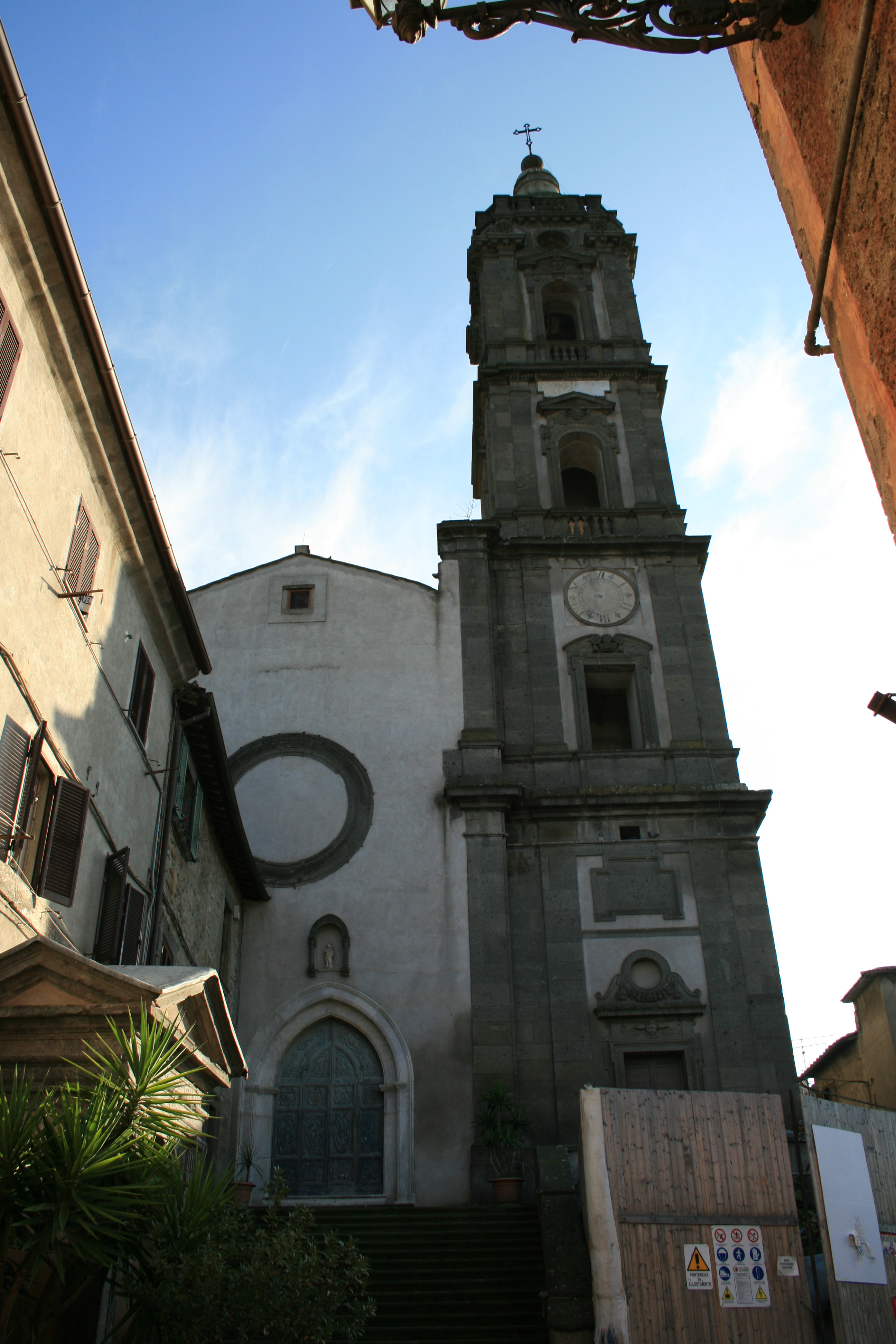
Facciata della Collegiata di San Giovanni Battista
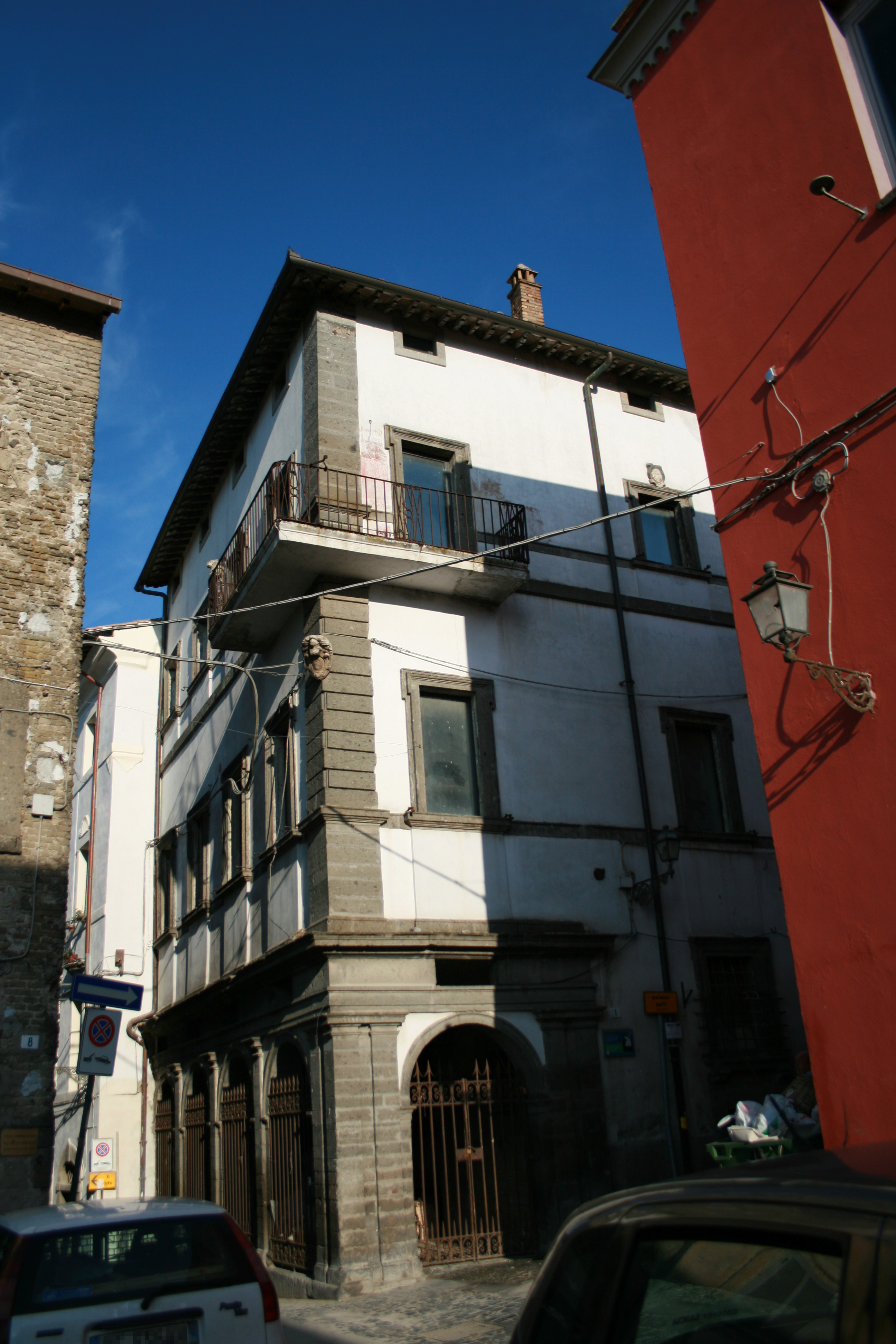
Palazzo Galli
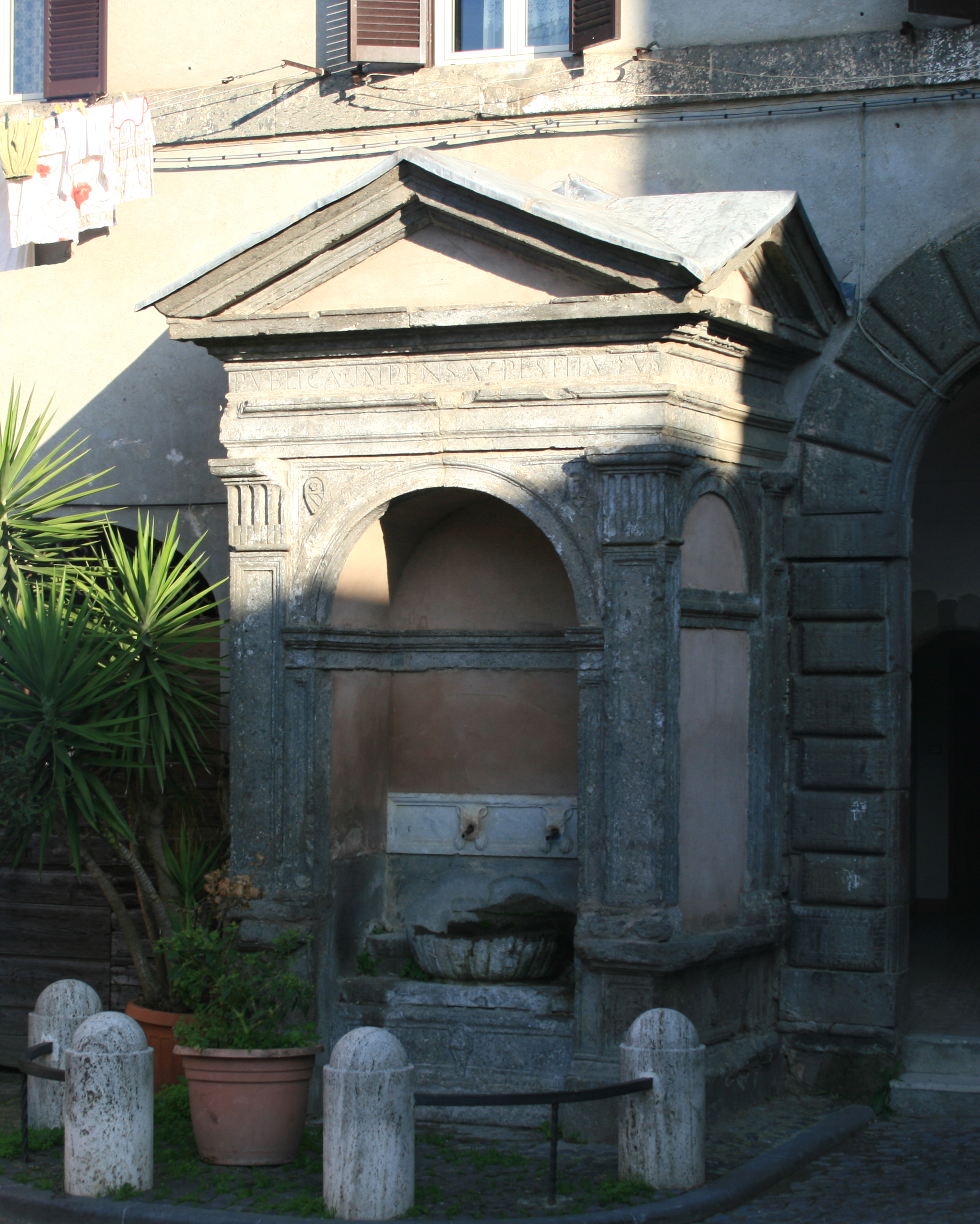
Edicola della Fontana Secca
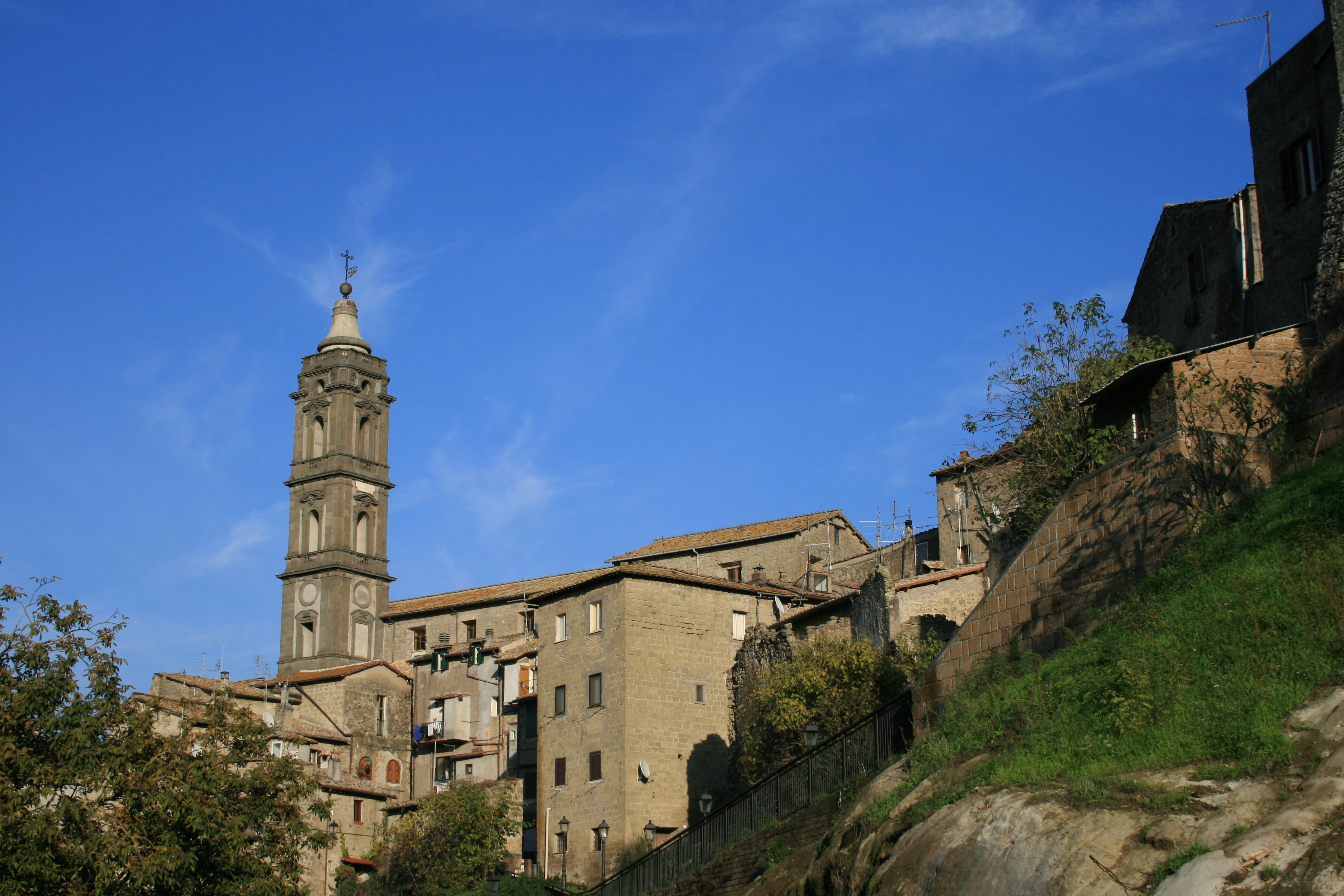
Veduta del Centro
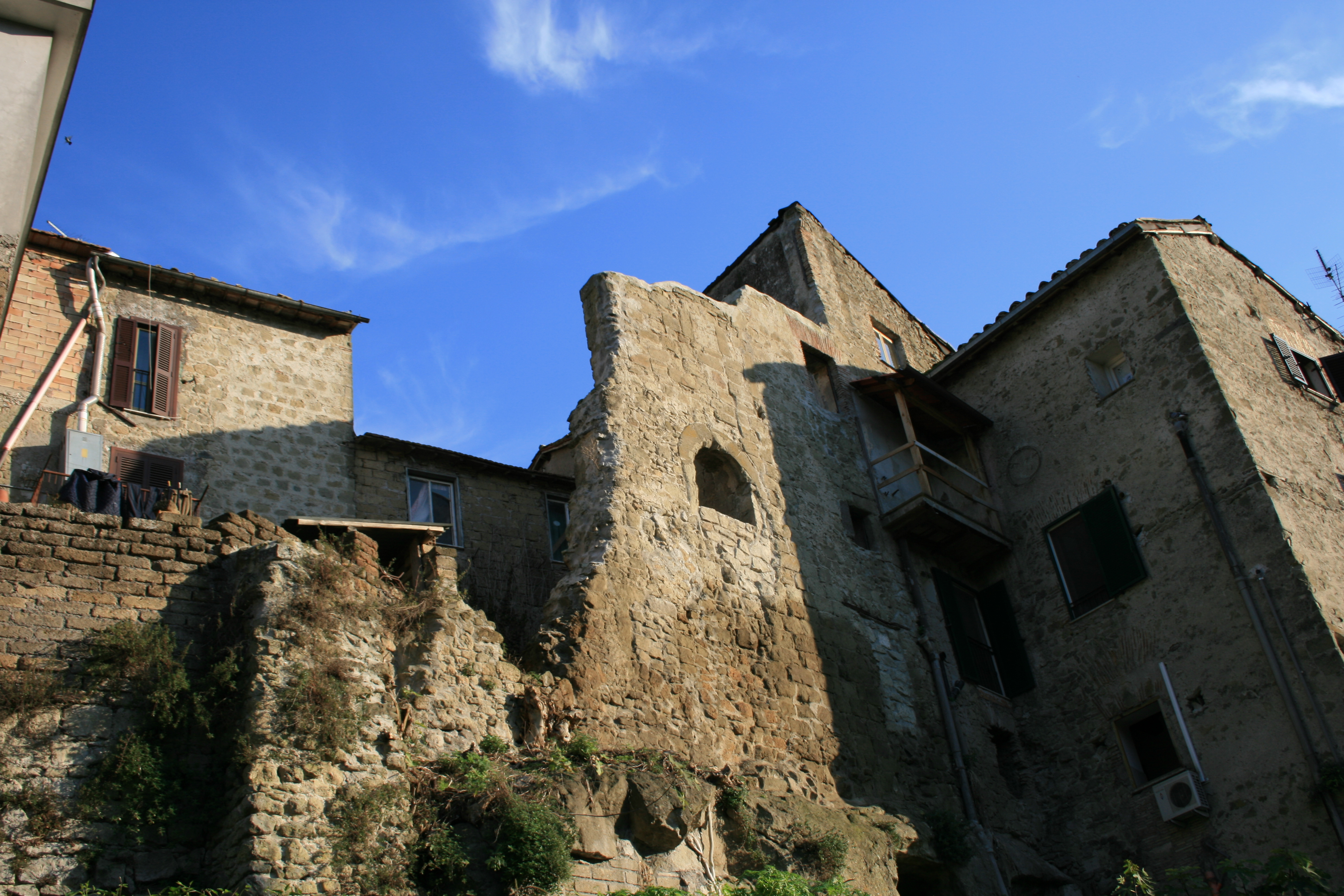
Rovine nel centro medievale
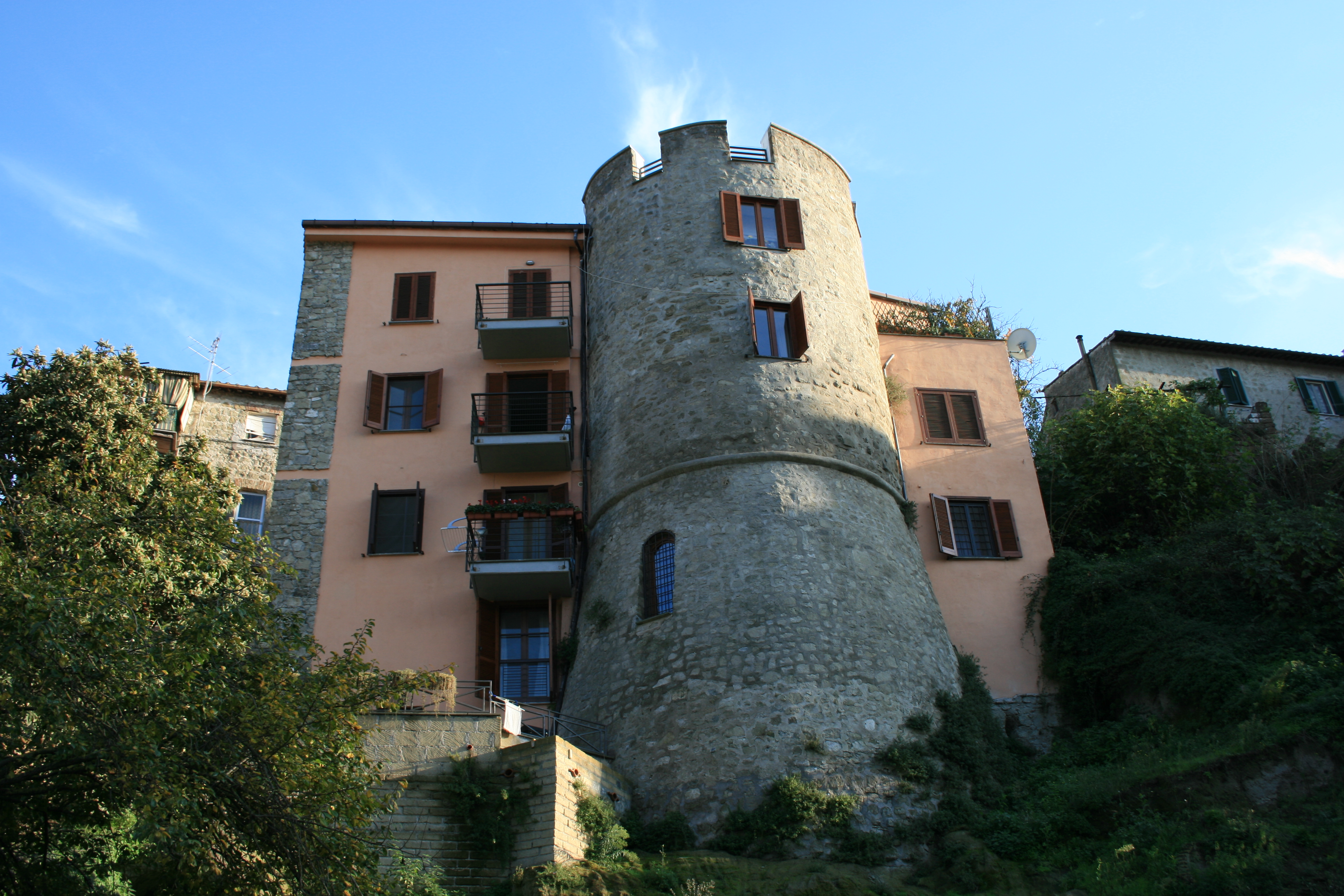
Casa Torre
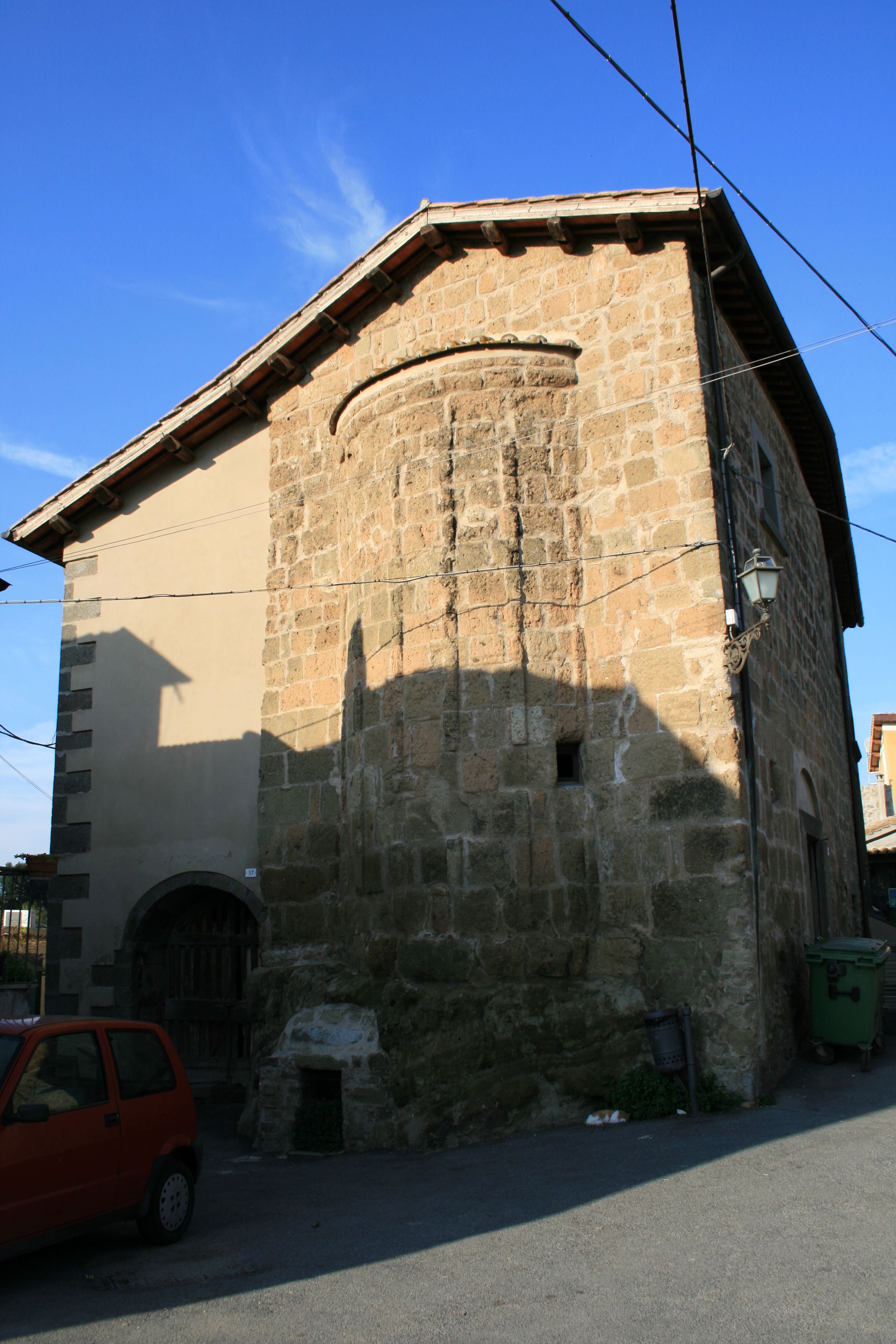
Chiesa della Pietà
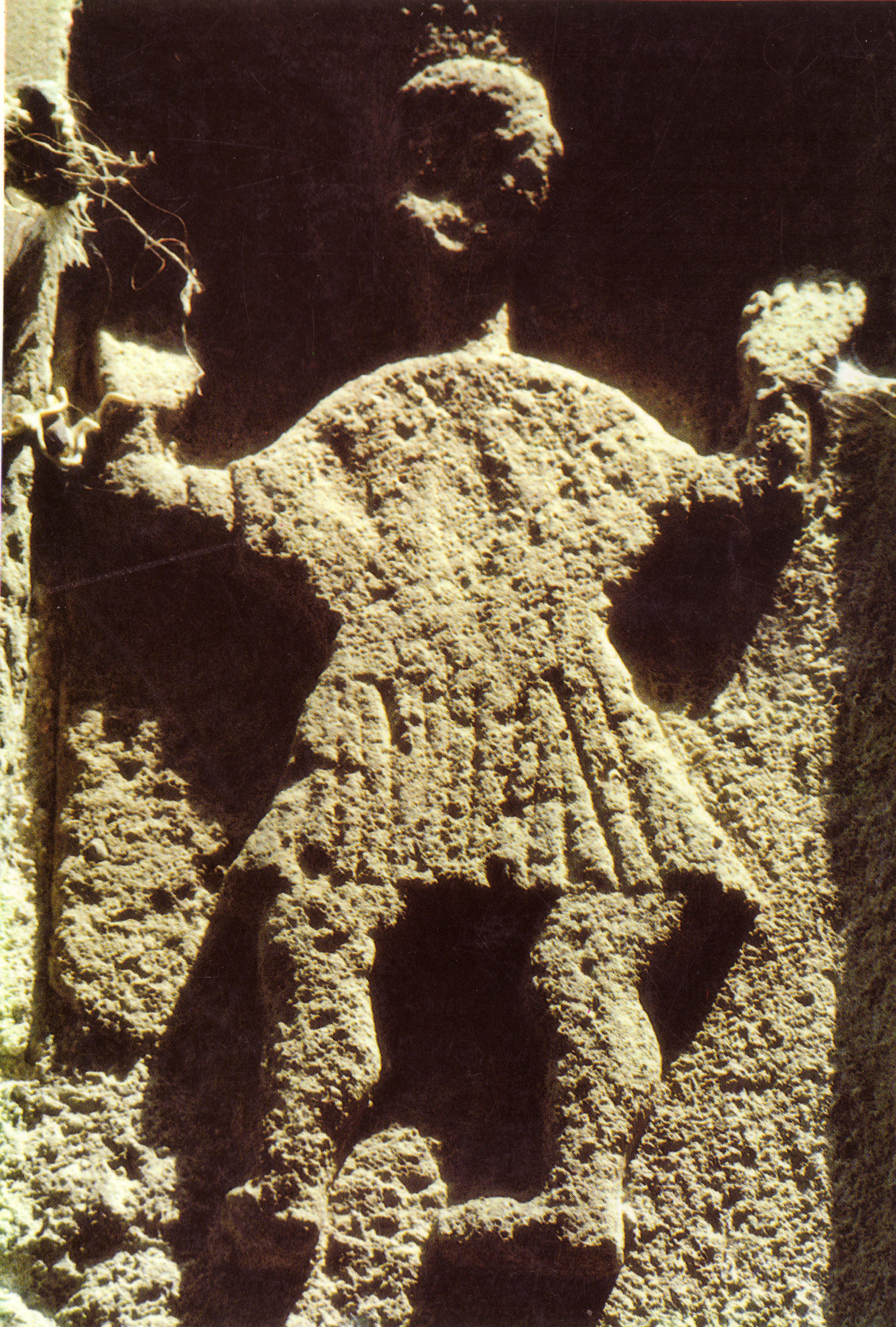
Bassorilievo del Tifo nel centro medievale